# Portret van Daniele Barbaro
Het portret van Daniele Barbaro is een schilderij van Paolo Veronese dat ontstond tussen 1556 en 1567. Het maakt deel uit van de collectie van het Rijksmuseum in Amsterdam.

## Daniele Barbaro
Daniele (1513-1570) was een telg uit de Venetiaanse patricische familie Barbaro. Deze humanist was een van de belangrijkste figuren in het culturele leven van zijn tijd. Zijn grootste roem dankt hij aan zijn vertaling van het werk van de klassieke architect Vitruvius, van illustraties voorzien door Palladio.
Daniele Barbaro genoot zijn opleiding aan de universiteit van Padua, waar hij filosofie, wiskunde en medicijnen studeerde. Hoewel zijn belangstelling met name uitging naar wetenschap, kunst en politiek, stemde hij toch in met een benoeming tot patriarch van Aquileia in 1550.
Zijn interesse in de architectuur beperkte zich niet tot de theorie. Samen met zijn broer Marcantonio gaf hij Palladio de opdracht een nieuw buitenhuis te bouwen op hun landgoed in Maser, de Villa Barbaro. Paolo Veronese was mede verantwoordelijk voor de prachtige fresco's in de villa.

## Voorstelling
Op het portret van Veronese is Barbaro afgebeeld alsof hij een audiëntie houdt. Dit weerspiegelt zijn positie als kardinaal, net als zijn kleding, hoewel de typische kardinaalshoed ontbreekt. Het liggende boek op tafel laat het onderste deel van de titelpagina van zijn commentaar op Vitruvius' De architectura zien. Aangezien dit boek in 1556 voor het eerste gepubliceerd werd, moet het schilderij na die tijd ontstaan zijn. Hoewel de titel altijd op een rechterpagina gedrukt staat, koos Veronese er omwille van de zichtbaarheid voor om de linkerkant te gebruiken. Ook het staande boek toont afbeeldingen uit Barbaro's werk over Vitruvius. De pagina's horen niet bij elkaar, maar komen uit verschillende delen van het boek. De linkerpagina komt uit het deel over zonnewijzers en klokken, waar Barbaro bijzonder trots op was. Ook het messing armillarium waarvan het bovenste deel achter het staande boek te herkennen is, verwijst naar Barbaro's interesse in astronomie en kosmologie.
Duncan Bull dateert het schilderij tussen 1559 en 1562. In die tijd werkte Veronese aan de Villa Barbaro. Daniele Barbaro was toen achteraan in de veertig. Het gezicht van de prelaat, dat Veronese met opvallende precisie geschilderd heeft, kan inderdaad met die leeftijd overeenkomen. Een latere datering acht Bull onwaarschijnlijk, omdat toen een nieuwe editie van de vertaling was verschenen waarin de illustraties die op het schilderij te zien zijn, veranderd of verdwenen waren.

## Herkomst
- 1726: in bezit van Samuel Hensler, Bazel.
- 1922: gekocht door Prof. Dr Otto Lanz, Amsterdam uit de collection Sarasin in Riehen.
- 1935: nagelaten aan zijn vrouw Anna Theresia Elisabeth Lanz - Willi.
- 1941: verkocht aan Hans Posse voor Hitlers Führermuseum in Linz.
- 20 november 1945: overgebracht naar de Stichting Nederlands Kunstbezit, Den Haag.
- 1952: door de Dienst voor 's Rijks Verspreide Kunstvoorwerpen, Den Haag uitgeleend aan het Rijksmuseum.
- 1960: overgedragen aan het museum.

## Afbeeldingen

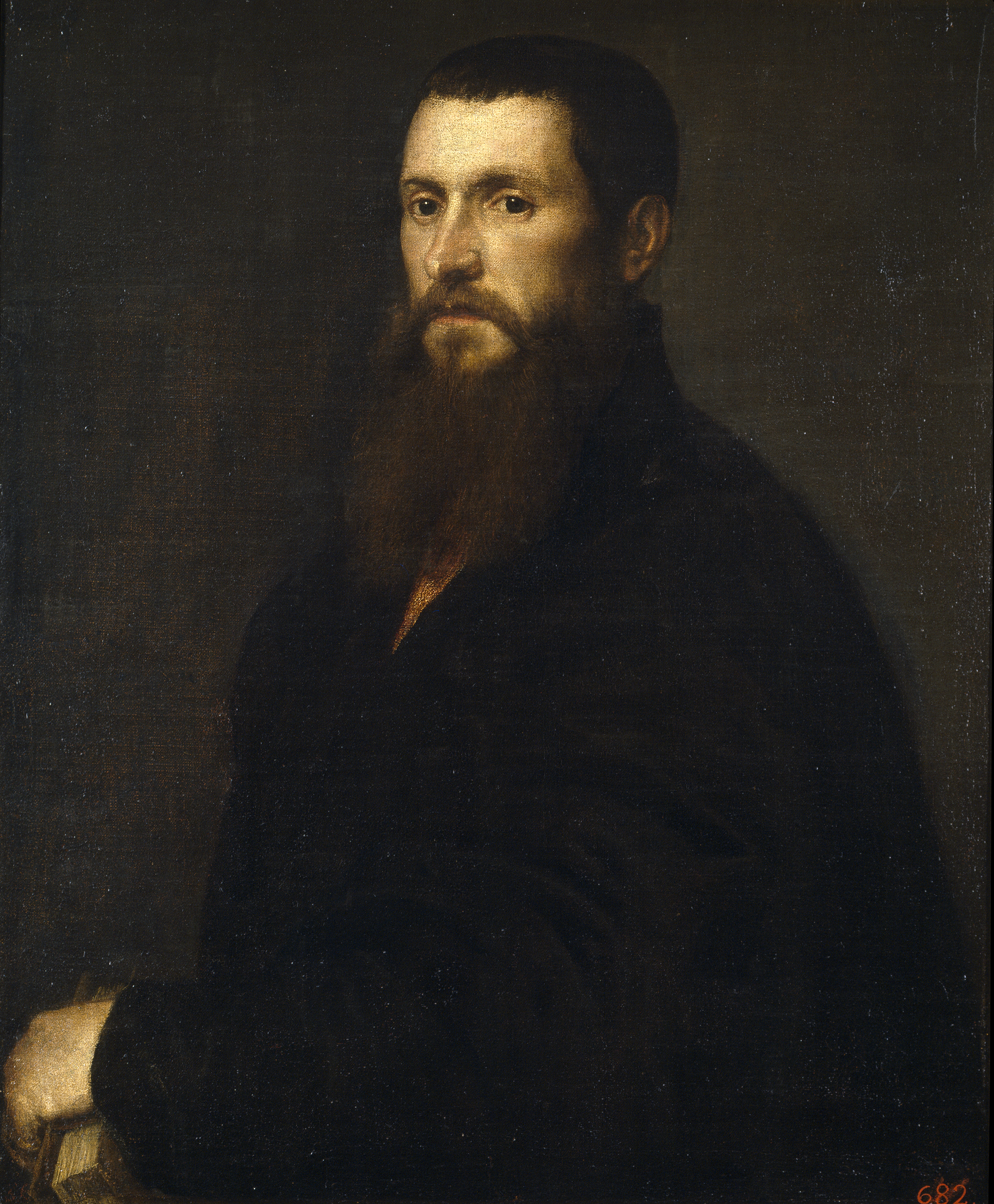
Portret van Daniele Barbaro - Titiaan